# Dzodinka
Die Sprache Dzodinka (auch adere, adiri, arderi, dzodzinka; ISO 639-3: add) ist eine bantoide Sprache aus der Untergruppe Nkambe innerhalb der Mbam-Nkam-Sprachen und wird von insgesamt 2.600 Personen in der Kameruner Region Nordwest und in einer Ortschaft in Nigeria an der Kameruner Grenze gesprochen.
Die Sprecher betrachten sich selbst als ethnische Mfumte.